# Sean De Bie
Sean De Bie (* 3. Oktober 1991 in Bonheiden) ist ein belgischer Radrennfahrer.

## Werdegang
De Bie wurde 2006 und 2007 belgischer Meister im Radcross der Jugendfahrer. Bis 2011 gewann er einige kleinere, auch Internationale Rennen im Cross als auch auf der Straße. Bei den Junioren-Europameisterschaften im Cross gewann er 2008 die Bronzemedaille.
Seinen ersten Vertrag bei einem internationalen Radsportteam erhielt er für die Saison 2013 beim luxemburgischen UCI Continental Team Leopard-Trek Continental. Im selben Jahr wurde er Europameister der U23-Klasse im Straßenrennen.
Zur Saison 2014 wechselte er zum UCI ProTeam Lotto Belisol. Für dieses Team gewann er 2015 eine Etappe der Luxemburg-Rundfahrt und nach einer Alleinfahrt mit dem Eintagesrennen Primus Classic Impanis-Van Petegem seinen ersten Wettbewerb der hors categorie. Im Jahr 2016 gewann er mit der Gesamtwertung der Drei Tage von Westflandern sein erstes internationales Etappenrennen
Im Jahr 2018 schloss sich De Bie dem belgischen UCI Professional Continental Team Vérandas Willems-Crelan an, für das er eine Etappe des Étoile de Bessèges gewann und wechselte infolge einer Fusion zur niederländischen Mannschaft Roompot-Charles.
Im Jahr 2020 startet er für das belgische Team Bingoal-Wallonie Bruxelles.

## Erfolge
2008
- Cyclocross-Europameisterschaft (Junioren)

2011
- eine Etappe Toscana-Terra di Ciclismo-Coppa delle Nazioni

2012
- eine Etappe Triptyque des Monts et Châteaux

2013
- Mannschaftszeitfahren Czech Cycling Tour
- Europameister – Straßenrennen (U23)

2015
- eine Etappe Tour de Luxembourg
- Primus Classic Impanis-Van Petegem

2016
- Gesamtwertung und Nachwuchswertung Drei Tage von Westflandern

2018
- eine Etappe Étoile de Bessèges

## Grand-Tour-Platzierungen
| Grand Tour            | 2016 | 2017 | 2018 | 2019 |
| --------------------- | ---- | ---- | ---- | ---- |
| Giro d’ItaliaGiro     | 108  | DNF  | –    | –    |
| Tour de FranceTour    | –    | –    | –    | –    |
| Vuelta a EspañaVuelta | –    | –    | –    | –    |